# Bourbon-Parma

Großes Wappen des Hauses Bourbon-Parma

Die Linie Bourbon-Parma ist eine italienische Nebenlinie der spanischen Bourbonen und geht auf Philipp, Infant von Spanien (1720–1765), den vierten Sohn des spanischen Königs Philipp V. (1683–1746), zurück. 1748 legte der Frieden von Aachen, der den Österreichischen Erbfolgekrieg (1740–1748) beendete, die Übertragung der italienischen Herzogtümer Parma, Piacenza und Guastalla auf Philipp von Bourbon-Parma fest. Damit konnten die spanischen Bourbonen ihren seit 1731 bestehenden Anspruch auf das Erbe der Elisabetta Farnese (1692–1766), der zweiten Gattin Philipps V. und Mutter Philipps von Bourbon-Parma, durchsetzen.
Nach dem Tod Ferdinands von Parma wurden Parma und Piacenza an Napoleon Bonaparte übertragen, das Haus Bourbon-Parma wurde mit dem Königreich Etrurien entschädigt, 1815 mit dem Herzogtum Lucca. 1847 erhielt das Haus Parma und Piacenza zurück, die 1860 vom Königreich Sardinien annektiert wurden.
Zu den wichtigsten Mitgliedern zählen:
- Philipp (1720–1765), Sohn von Philipp V. von Spanien und Elisabetta Farnese von Parma, 1748–1765 Herzog von Parma
  - Isabella von Bourbon-Parma (1741–1763), Tochter von Philipp von Bourbon-Parma und Gemahlin des späteren Kaisers Joseph II. (1741–1790)
  - Maria Luise von Bourbon-Parma (1751–1819), Tochter von Philipp von Bourbon-Parma und als Gemahlin Karls IV. (1748–1819) von 1788 bis 1808 Königin von Spanien
  - Ferdinand von Bourbon-Parma (1751–1802), Sohn von Philipp von Bourbon-Parma, 1765–1802 Herzog von Parma, Piacenza und Guastalla
    - Caroline von Bourbon-Parma (1770–1804), Tochter von Ferdinand, erste Gemahlin des Prinzen Maximilian von Sachsen (1759–1838), Mutter der sächsischen Könige Friedrich August II. (1797–1854) und Johann (1801–1873)
    - Ludwig von Bourbon-Parma (1773–1803), Sohn von Ferdinand, 1801–1803 König von Etrurien
      - Karl II. Ludwig von Bourbon-Parma (1799–1883), Sohn von Ludwig, 1803–1807 König von Etrurien, 1815–1847 Herzog von Lucca, 1847–1849 Herzog von Parma, Piacenza und Guastalla
        - Karl III. von Bourbon-Parma (1823–1854), Sohn von Karl II., 1849–1854 Herzog von Parma, Piacenza und Guastalla
          - Robert I. von Bourbon-Parma (1848–1907), Sohn von Karl III., 1854–1860 Herzog von Parma, Piacenza und Guastalla
            - Marie Louise von Bourbon-Parma (1870–1899), Tochter von Robert I., Prinzessin von Parma und Zarin von Bulgarien
            - Elias von Bourbon-Parma (1880–1959), Sohn von Robert I.
            - Sixtus von Bourbon-Parma (1886–1934), Sohn von Robert I., bekannt geworden durch die Sixtus-Affäre 1917
            - Franz Xaver von Bourbon-Parma (1889–1977), Sohn von Robert I., 1952–1975 carlistischer Prätendent auf den spanischen Thron
              - Carlos Hugo von Bourbon-Parma (1930–2010), Sohn von Franz Xavier
                - Carlos Xavier von Bourbon-Parma (* 1970), Sohn von Carlos Hugo
                - Jaime Bernardo von Bourbon-Parma (* 1972), Sohn von Carlos Hugo

              - Sixto von Bourbon-Parma (* 1940), Sohn von Franz Xavier, seit 1977 carlistischer Prätendent auf den spanischen Thron

            - Zita von Bourbon-Parma (1892–1989), Tochter Roberts I. und Gemahlin von Kaiser und König Karl I. (IV.) von Österreich-Ungarn
            - Felix von Bourbon-Parma (1893–1970), Sohn von Robert I., verheiratet mit Charlotte (Luxemburg)
            - René von Bourbon-Parma (1894–1962), Sohn von Robert I.
              - Anna von Bourbon-Parma (1923–2016), rumänische Adelige, Frau des letzten Königs von Rumänien
              - Michel de Bourbon-Parma (1926–2018), französischer Geschäftsmann und Autorennfahrer
                - Erik de Bourbon-Parma (* 1953), verheiratet mit Lydia Gräfin von Holstein-Ledreborg (* 1955)
                  - Henri de Bourbon-Parma (* 1991), verheiratet mit Erzherzogin Gabriella von Österreich (* 1994), Tochter von Erzherzog Carl Christian und Prinzessin Marie-Astrid von Luxemburg

                - Charles-Emmanuel de Bourbon-Parma (* 1962), verheiratet mit Constance de Ravinel (* 1971)
                  - Amaury de Bourbon-Parma (* 1991), verheiratet mit Pélagie de Mac-Mahon (* 1990)

          - Alicia von Bourbon-Parma (1849–1935), Tochter von Karl III., Mutter von Leopold Wölfling (1868–1935) und der sächsischen Kronprinzessin Luise von Österreich-Toskana (1870–1947)

      - Maria Luisa von Bourbon-Parma (1802–1857), Tochter von Ludwig, zweite Gemahlin des Prinzen Maximilian von Sachsen

    - Maria Antonia von Bourbon-Parma (1774–1841)
    - Charlotte von Bourbon-Parma (1777–1813)

Die Nachkommen von Felix und Charlotte sind die Großherzöge von Luxemburg, die streng genommen auch dem Hause Bourbon-Parma zugerechnet werden müssen; offizieller Titel ist dort „Großherzog von Luxemburg, Herzog von Nassau, Prinz von Bourbon-Parma“ und der dortige Name „von Luxemburg-Nassau aus dem Hause Bourbon-Parma“ (siehe auch großes Wappen des Großherzogs).
Familienoberhaupt ist seit 2010 Carlos Xavier (* 1970), Urenkel des letzten regierenden Herzogs.

## Hausorden
Das Familienoberhaupt ist Großmeister des 1816 von Marie-Louise von Österreich gestifteten parmesischen Zweigs des Konstantinordens und der ehemals luccesischen Verdienstorden des Heiligen Ludwig und vom Heiligen Georg. Daneben verleiht er die Medaglia dei Benemeriti della Sanità Pubblica und die Medaglia dei Benemeriti del Principe.